# Jonathan Hilbert
Jonathan Hilbert (Mühlhausen, 21 de abril de 1995) es un deportista alemán que compite en atletismo, especialista en la disciplina de marcha. Participó en los Juegos Olímpicos de Tokio 2020, obteniendo una medalla de plata en la prueba de 50 km.

## Palmarés internacional
| Juegos Olímpicos | Juegos Olímpicos | Juegos Olímpicos | Juegos Olímpicos |
| Año              | Lugar            | Medalla          | Prueba           |
| ---------------- | ---------------- | ---------------- | ---------------- |
| 2020             | Tokio (Japón)    | Medalla de plata | 50 km marcha     |